# Guerra do Rei Jorge
Guerra do Rei Jorge (em inglês:  King George's War), Terceira Guerra Intercolonial (em francês:  Troisième guerre intercoloniale) ou Guerra dos Quatro Anos é o nome dado às operações militares na América do Norte ocorridas entre 1744 e 1748 que fizeram parte da Guerra da Sucessão Austríaca (1740–1748). Foi a terceira das quatro Guerras Franco-Indígenas. Ocorreu principalmente nas províncias britânicas de Nova Iorque, Baía de Massachusetts (que incluía Maine e Massachusetts), Nova Hampshire (que incluía Vermont) e Nova Escócia.
Sua ação mais significativa foi uma expedição organizada pelo governador de Massachusetts, William Shirley, que cercou e finalmente capturou a fortaleza francesa de Louisbourg, na Ilha do Cabo Bretão, na Nova Escócia, em 1745. O Tratado de Aquisgrão encerrou a guerra em 1748 e devolveu Louisbourg à França, mas não conseguiu resolver quaisquer questões territoriais pendentes.

## Causas
A Guerra da Orelha de Jenkins, nomeada em homenagem a um incidente de 1731 em que um comandante espanhol cortou a orelha do capitão mercante britânico Robert Jenkins e disse-lhe para levá-la ao seu rei, Jorge II, eclodiu em 1739 entre a Espanha e a Grã-Bretanha, mas ficou restrita ao Mar do Caribe e ao conflito entre a Flórida espanhola e a vizinha província britânica da Geórgia. A Guerra da Sucessão Austríaca, nominalmente uma luta pela legitimidade da ascensão de Maria Teresa ao trono austríaco, começou em 1740, mas a princípio não envolveu militarmente nem a Grã-Bretanha nem a Espanha. A Grã-Bretanha foi atraída diplomaticamente para esse conflito em 1742 como aliada da Áustria e oponente da França e da Prússia, mas as hostilidades abertas entre eles só ocorreram em 1743, em Dettingen.
A guerra não foi formalmente declarada entre a Grã-Bretanha e a França até março de 1744. Massachusetts não declarou guerra contra o Quebec e a França até 2 de junho.

## Curso da guerra

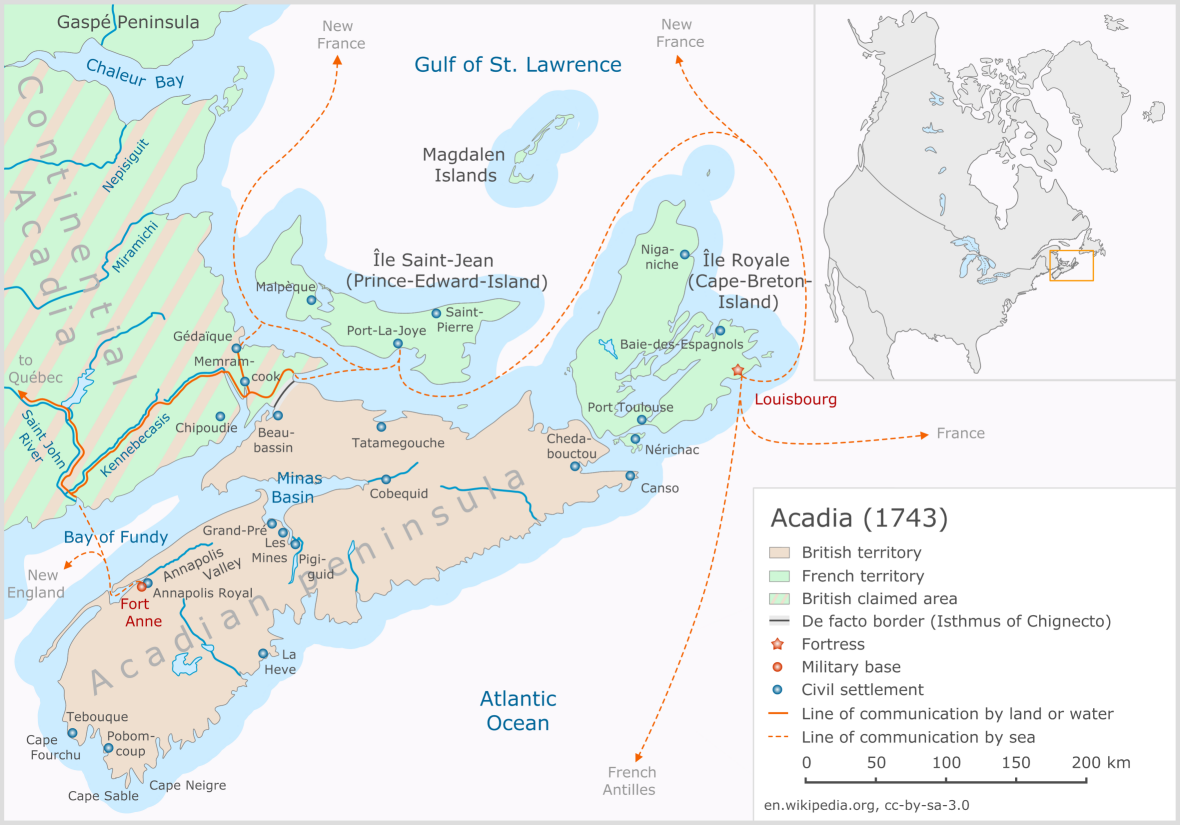
Acádia em 1743, um ano antes do início da Guerra do Rei George. As principais batalhas da guerra estão marcadas no mapa

As notícias das declarações de guerra chegaram primeiro à fortaleza francesa de Louisbourg, em 3 de maio de 1744, e as forças logo iniciaram as hostilidades. Preocupados com suas linhas de abastecimento terrestre para o Quebec, invadiram o porto pesqueiro britânico de Canso em 23 de maio e depois organizaram um ataque a Annapolis Royal, capital da Nova Escócia. As forças francesas, no entanto, demoraram a partir de Louisbourg, e os seus aliados micmac e maliseet das Primeiras Nações, juntamente com o Padre Jean-Louis Le Loutre, decidiram atacar por conta própria em Fort Anne no início de julho.
Annapolis recebeu notícias da declaração de guerra, e as forças britânicas estavam um tanto preparadas quando os guerreiros das Primeiras Nações começaram a sitiar Fort Anne. Na falta de armas pesadas, os micmac e os maliseet retiraram-se após alguns dias. Então, em meados de agosto, uma força francesa maior chegou a Fort Anne, mas também não foi capaz de montar um ataque ou cerco eficaz contra a guarnição. O forte havia recebido suprimentos e reforços de Massachusetts.
Em 1745, as forças coloniais britânicas capturaram a Fortaleza Louisbourg após um cerco de seis semanas. Em retaliação, a Confederação Wabanaki da Acádia lançou a Campanha da Costa Nordeste contra os assentamentos britânicos na fronteira da Acádia, no nordeste do Maine. A França lançou uma grande expedição para recuperar Louisbourg em 1746. Assolados por tempestades, doenças e, finalmente, pela morte de seu comandante, o Duque de Anville, os sobreviventes da expedição retornaram à França em frangalhos, sem atingir seu objetivo.

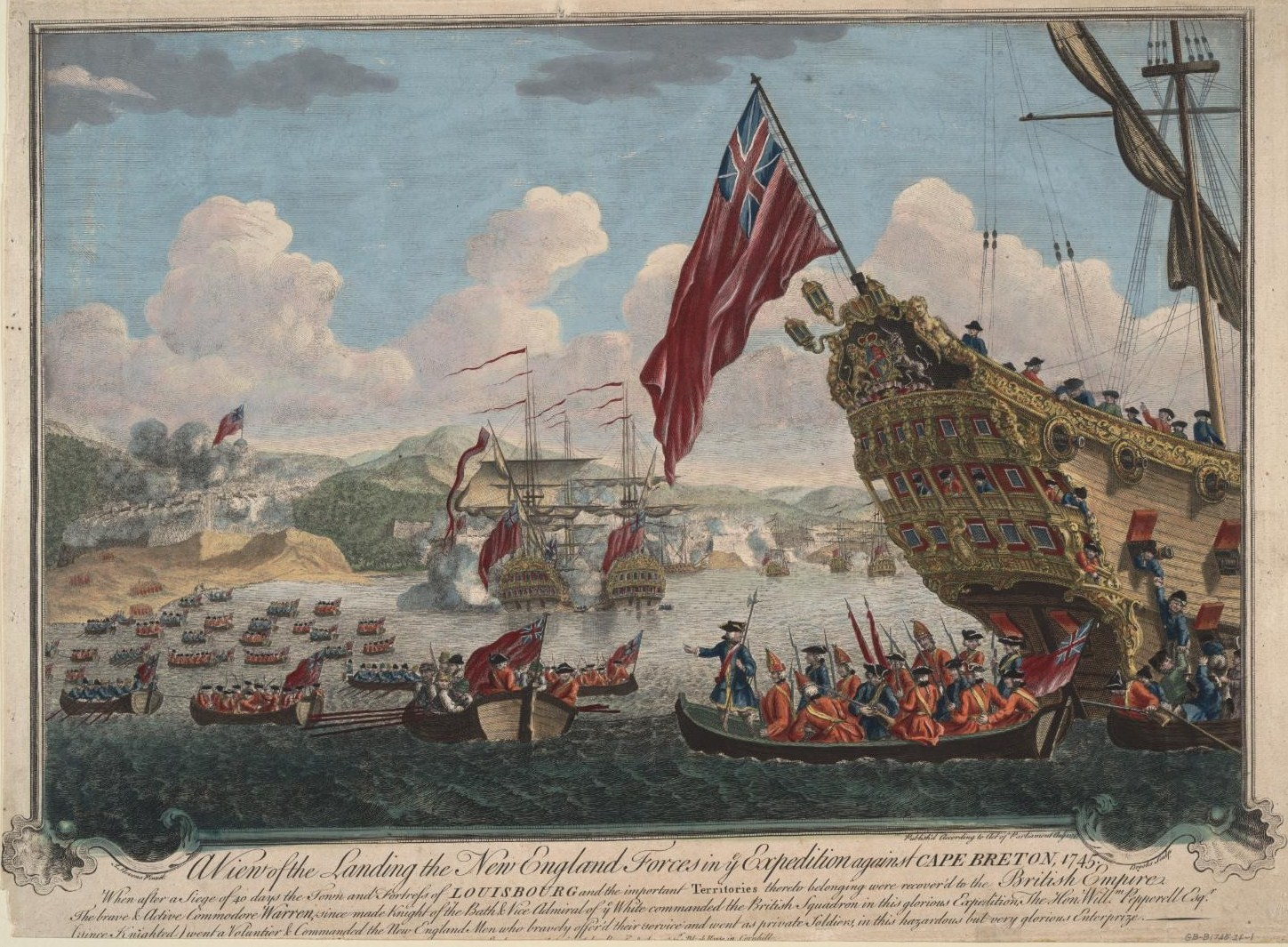
Gravura colorida representando o Cerco de Louisbourg Após um cerco de 47 dias, as forças britânicas capturaram a Fortaleza de Louisbourg em julho de 1745

A guerra também foi travada nas fronteiras entre as colônias britânicas do norte e a Nova França. Cada lado tinha aliados entre os nativos americanos, e aldeias remotas foram invadidas e cativos levados como reféns ou, às vezes, para adoção por tribos nativas americanas que sofreram perdas devido a doenças ou guerras. Como resultado dos frequentes ataques à fronteira norte, o governador William Shirley ordenou a construção de uma cadeia de postos avançados de fronteira que se estendia a oeste até à sua fronteira com Nova Iorque.
Em 28 de novembro de 1745, os franceses com seus aliados índios invadiram e destruíram a vila de Saratoga, Nova Iorque, matando ou capturando mais de cem de seus habitantes. Depois disso, os britânicos abandonaram seus assentamentos em Nova Iorque, ao norte de Albany, uma importante cidade comercial. Em julho de 1746, uma força iroquesa e intercolonial reuniu-se no norte de Nova Iorque para um ataque retaliatório contra as forças britânicas.
Como os esperados regulares britânicos não chegaram, o ataque foi cancelado. Uma grande força francesa e das Primeiras Nações (mais de 1.000 homens) reunida para atacar no vale do alto rio Hudson em 1746, em vez disso, atacou no vale do rio Hoosac, incluindo um ataque ao Forte Massachusetts (atual North Adams, Massachusetts). Foi uma retaliação pelo assassinato de um líder índio num conflito anterior. Outros ataques incluíram o ataque francês e micmac de 1747 em Grand-Pré, Nova Escócia; e um ataque em 1748 por índios aliados dos franceses contra Schenectady, Nova Iorque.

## Consequências

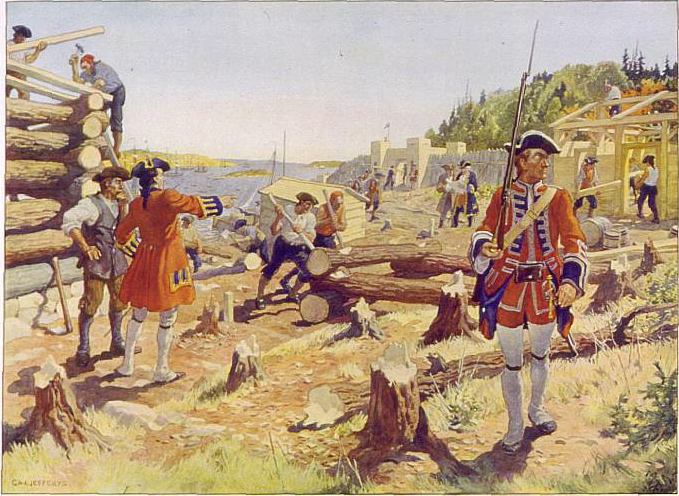
Soldados britânicos guardando Halifax em 1749. Os combates na Nova Escócia entre os britânicos e as milícias acadianas e micmac continuaram mesmo após a assinatura do tratado de paz

A guerra teve um grande impacto, especialmente nas colônias do norte da Grã-Bretanha. As perdas apenas de homens de Massachusetts em 1745-46 foram estimadas em 8% da população masculina adulta daquela colônia.[carece de fontes?]
Com a assinatura do Tratado de Aquisgrão, Louisbourg foi devolvido à França três anos depois, em troca da cidade de Madras, na Índia, que havia sido capturada dos britânicos pelos franceses. Esta decisão indignou os habitantes da Nova Inglaterra, especialmente os colonos de Massachusetts que mais contribuíram para a expedição (em termos de financiamento e pessoal). O governo britânico acabou reconhecendo o esforço de Massachusetts com um pagamento de £ 180.000 após a guerra. A província usou esse dinheiro para retirar seu papel-moeda desvalorizado.
O tratado de paz, que restaurou todas as fronteiras coloniais ao seu estado anterior à guerra, pouco fez para acabar com a inimizade persistente entre a França, a Grã-Bretanha e as suas respectivas colônias, nem resolveu quaisquer disputas territoriais. As tensões permaneceram na América do Norte e na Europa. Elas eclodiram novamente em 1754, com o início da Guerra Franco-Indígena na América do Norte, que se espalhou para a Europa dois anos depois como a Guerra dos Sete Anos. Entre 1749 e 1755 na Acádia e Nova Escócia, os combates continuaram na Guerra do Padre Le Loutre.